# Front-end и back-end
Front-end и back-end са термини, използвани за характеризиране на програмни интерфейси и услуги, свързани с първоначалната употреба на тези интерфейси и услуги. Front-end приложението е онова приложение, с което потребителят взаимодейства директно. Front-end е интерфейс между потребителя и back-end. Back-end приложението служи като поддръжка на front-end услугите. To може да взаимодейства директно с front-end приложението или, което е по-често срещано в практиката, с програма, която посредничи между дейностите на front-end и back-end приложенията.